# 布赖地区圣莱热
布赖地区圣莱热（法語：Saint-Léger-en-Bray，法語發音：[sɛ̃ leʒe ɑ̃ bʁɛ]）是法国瓦兹省的一个市镇，属于博韦区。

## 地理
布赖地区圣莱热（49°23'27"N, 2°1'36"E）面积4.43 平方千米，位于法国上法蘭西大區瓦兹省，该省份为法国北部内陆省份，北起索姆省，西接厄尔省和滨海塞纳省，南至塞纳-马恩省和瓦兹河谷省，东临埃纳省。
与布赖地区圣莱热接壤的市镇（或旧市镇、城区）包括：兰维莱尔、圣马丹勒讷、欧马赖、欧讷伊。

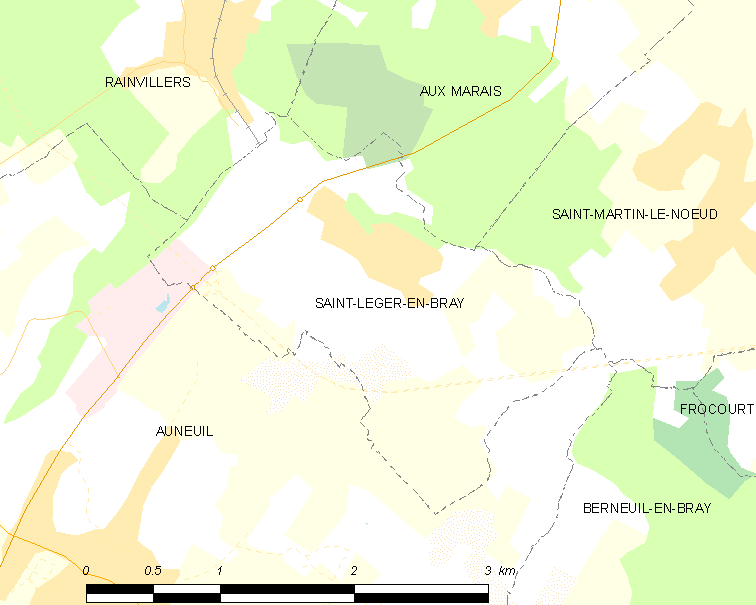
布赖地区圣莱热的OSM定位图

布赖地区圣莱热的时区为UTC+01:00、UTC+02:00（夏令时）。

## 行政
布赖地区圣莱热的邮政编码为60155，INSEE市镇编码为60583。

## 政治
布赖地区圣莱热所属的省级选区为博韦第二县。

## 人口

1962-2008年间布赖地区圣莱热人口变化图示

布赖地区圣莱热于2022年1月1日时的人口数量为376人。